# Lobotomie

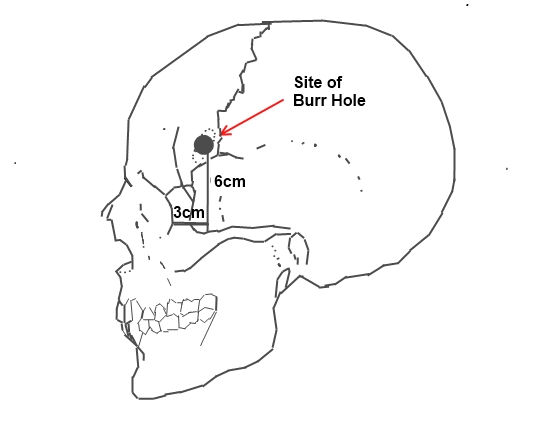
Locația standard a găurii unei lobotomii/leucotomii pre-frontale

Lobotomia (din greacă λοβός lobos – lob; τομή tomē – tăietură), cunoscută de asemenea și ca leucotomie (din greacă λευκός leukos "curat, alb" și tome – tăietură), este o procedură neurochirurgicală, o formă de psihochirurgie⁠(en)[traduceți]. Ea constă într-o operație pe creier, prin secționarea sau alterarea fibrelor nervoase care leagă lobul frontal de talamus și a fibrelor de asociație ale lobului frontal.
Procedura, controversată încă de la apariția sa, a fost acceptată de societate timp de două decenii, fiind prescrisă în cazuri psihiatrice, deși se cunoștea despre apariția frecventă a unor efecte secundare negative serioase. Inițiatorul procedurii, neurologul portughez António Egas Moniz, a primit Premiul Nobel pentru Medicină sau Fiziologie în 1949 pentru „descoperirea valorii terapeutice a leucotomiei în cazul anumitor psihoze”.
Punerea în practică a procedurii a crescut dramatic în unele țări de la începutul anilor 1940 și până în anii 1950. Până în anul 1951, în Statele Unite au fost efectuate aproape 20.000 de lobotomii. După introducerea medicamentelor antipsihotice la mijlocul anilor 1950, ponderea lobotomiilor a cunoscut o scădere drastică.
În prezent ea este interzisă în multe țări și nu mai este considerată o bună practică în medicina modernă.

## Cazuri notabile
- Rosemary Kennedy, sora președintelui SUA John F. Kennedy, a suportat o lobotomie în 1941, la vârsta de 23 de ani, râmânând invalidă pe viață.[2]
- Howard Dully a scris un memoriu despre descoperirea sa că ar fi fost lobotomizat în 1960 la vârsta de 12 ani.[3]
- Autorul și poetul neo-zeelandez Janet Frame a primit un premiu literar în 1951 cu o zi înainte de lobotomia care i-a fost programată, ea nemaiavând loc.[4]
- Josef Hassid, un celebru violonist și compozitor polonez, a fost diagnosticat cu schizofrenie și a murit la vârsta de 26 de ani în urma unei lobotomii.[5]
- Pictorul modernist suedez Sigrid Hjertén a murit ca urmare a unei lobotomii în 1948.[6]
- Sora mai mare a scenaristului american Tennessee Williams, Rose, a suportat o lobotomie care a lăsat-o invalidă pe viață; episod, care, după cum spune el, i-a dat inspirație pentru anumite personaje și motive de opere.[7]

## În cultura populară
De-a lungul timpului lobotomia a fost subiectul mai multor cărți și filme notorii, printre care:
- All the King's Men (1946), roman de Robert Penn Warren.[8]
- Suddenly, Last Summer (1958) de Tennessee Williams.[9][10]
- În romanul lui Ken Kesey din 1962, One Flew Over the Cuckoo's Nest, și în adaptarea sa cinematografică din 1975, lobotomia este descrisă ca o „castrare a lobului frontal”, o formă de pedeapsă și control.[8]
- The Bell Jar (1963), roman de Sylvia Plath.[8]
- Romanul lui Elliott Baker din 1964 și ecranizarea din 1966, A Fine Madness.[11]
- Frances, film biopic din 1982.[12]
- Shutter Island, film regizat de Martin Scorsese în 2010
- Sucker Punch, film regizat de Zack Snyder în 2011
- American Horror Story: Asylum, film regizat de Ryan Murphy în 2012
- Ratched, serial regizat de Ryan Murphy în 2020

./
Mention properly 'One Flew over the Coockoos Nest', also. :) Thanks. 
.\